# Murder Ballads
Murder Ballads är ett album av Nick Cave and the Bad Seeds som släpptes 1996 av Mute Records.
Det fanns även en bok med texter och arr från albumet.

## Låtlista
1. Song of Joy
2. Stagger Lee
3. Henry Lee
4. Lovely Creature
5. Where the Wild Roses Grow
6. The Curse of Millhaven
7. The Kindness of Strangers
8. Crow Jane
9. O'Malley's Bar
10. Death is Not the End

## Medverkande artister
Nick Cave (sång, piano, orgel, hammondorgel, pistolskott, kör, låtskrivande)
The Bad Seeds:
Blixa Bargeld (gitarr, skrik, sång, låtskrivande)

Martyn P. Casey (basgitarr, kör, låtskrivande)

Mick Harvey (trummor, akustisk gitarr, elgitarr, orgel, bakgrundssång, hammondorgel, space belt, slagverk, basgitarr, låtskrivande)

Thomas Wydler (maracas, trummor, kör, tamburin, sång, låtskrivande)

Conway Savage (piano, bakgrundssång, kör, orgel, låtskrivande)

Jim Sclavunos (trummor, slagverk, klockspel, tamburin, låtskrivande)

Övriga:
PJ Harvey (sång)

Terry Edwards (valthorn)

Katharine Blake (bakgrundssång, kör)

Kylie Minogue (sång)

Jen Anderson (fiol)

Sue Simpson (fiol)

Kerran Coulter (altfiol)

Helen Mountfort (cello)

Hugo Race (gitarr)

Warren Ellis (fiol, dragspel, kör)

Brian Hooper (kör, basgitarr)

Spencer P. Jones (kör)

Dave Graney (kör)

Clare Moore (kör)

Rowland S. Howard (kör)

James Johnston (kör)

Ian Johnston (kör)

Geraldine Johnston (kör, bakgrundssång)

Astrid Munday (kör)

Mariella Del Conte (bakgrundssång)

Anita Lane (gråt, sång)

Liz Corcoran (bakgrundssång)

Shane McGowan (sång)

## B-sidor & covers
Where The Wild Roses Grow har släppts med The Ballad of Robert Moore and Betty Coltraine och The Willow Garden som b-sidor. Rocky Schenk har gjort videon.

Henry Lee har King Kong Kitchee Kitchee Ki-mi-o och Knoxville Girl som b-sidor. Även videon till denna låt gjordes av Rocky Schenk.

En video av Stagger Lee har gjorts av Emma Davis

Samtliga låtar på detta album har spelats av andra artister i olika sammanhang. Flera är inte Nick Caves egna från början.

## Kuriosa
Stagger Lee och Henry Lee är bägge anpassningar av gamla örhängen. Stagger Lee kan spåras tillbaka till 1929. Båda har spelats in av många artister genom åren. Bob Dylan har spelat in versioner av bägge dessa.
Death Is Not The End är en cover av en låt av Bob Dylan.
King Kong Kitchee Kitchee Ki-Mi-O är baserad på låten Froggie Went A-Courtin och har även den spelats in i många versioner, bland annat av Bob Dylan.
På b-sidan The Willow Garden sjunger Conway Savage, en av de trogna Bad Seeds. Nick Cave spelar orgel. The Willow Garden är i denna form en anpassning av ett traditionellt stycke, omarbetat av Cave i samarbete med Warren Ellis. Denna låt sägs vara ursprunget till Where The Wild Roses Grow.
Knoxville Girl är också baserad på en traditionell sång, omgjord av Cave i samarbete med James Johnston.
I b-sidan till Where The Wild Roses Grow stavas ibland Bettys efternamn "Coltrane". Det skiljer till exempel mellan boken The Complete Lyrics 1978-2001 och albumet B-Sides & Rarities.
Kylie Minogue, som sjunger andrastämman i Where The Wild Roses Grow, och Nick Cave sägs ha blivit goda vänner efter inspelandet av denna låt. De har vid flera tillfällen uppträtt tillsammans och då sjungit mer än bara denna låt ihop.
Då denna låt spelas och Minogue inte deltar i spelningen brukade Blixa Bargeld sjunga hennes rader.
I videon till Stagger Lee har Cavev på sig en tajt rosa t-shirt med texten "Take That love you" på.
De senare rader som citeras i Song Of Joy är liksom de tidigare John Milton, men inte från Det förlorade paradiset (Paradise Lost), utan från Samson Agonistes.